# Amazonas em Tempo
Amazonas em Tempo (também conhecido pelo nome do portal, Em Tempo) é um jornal do Amazonas, Brasil.

## Prêmios
Prêmio ExxonMobil de Jornalismo (Esso)
| Ano  | Categoria           | Obra                 | Veículo de mídia | Autor        | Resultado |
| ---- | ------------------- | -------------------- | ---------------- | ------------ | --------- |
| 1997 | Esso Regional Norte | "Expedição Quilombo" | Amazona em Tempo | Mário Adolfo | Venceu    |

Prêmio Vladimir Herzog
| Ano  | Categoria                     | Obra                                                                                             | Veículo de mídia                     | Autor                                         | Resultado |
| ---- | ----------------------------- | ------------------------------------------------------------------------------------------------ | ------------------------------------ | --------------------------------------------- | --------- |
| 2016 | Menção Honrosa por Fotografia | “Piaçabeiros e Piabeiros, às margens do Rio Negro, das leis trabalhistas e dos direitos humanos” | Jornal Amazonas Em Tempo – Manaus/AM | Ricardo Oliveira (Sergio Ricardo de Oliveira) | Venceu    |